# Plaza de la Paz (Barranquilla)
La plaza de la Paz Juan Pablo II es un espacio público abierto de Barranquilla, Colombia. Está ubicada en un estratégico y céntrico sector de la ciudad, entre las carreras 45 (al sur) y 46 o avenida Olaya Herrera (al norte), y las calles 47 (al oriente) y 53 (al occidente), entre la sede del Banco de la República y la Catedral Metropolitana María Reina. Entre 2011 y 2013 fue objeto de una remodelación. En 2018 inició su ampliación, que fue puesta en servicio el 30 de diciembre de 2019.

## Historia
Fue construida en 1986 con el fin de albergar a la multitud que el 7 de julio recibió al Papa Juan Pablo II en su visita de dos horas a Barranquilla en el marco de su peregrinación apostólica a Colombia. Refiriéndose a la plaza, en su discurso ese día, el Papa Juan Pablo II manifestó: 

En esta última etapa de mi peregrinación por los caminos de Colombia, como mensajero de la paz de Cristo, tengo el gozo de encontrarme en esta plaza de la Paz, cuyo nombre aúna, hoy más que nunca, los anhelos de todos los colombianos.
Encuentro del Santo Padre Juan Pablo II con la población de Barranquilla.

El proyecto original contempló que la plaza estuviera ubicada entre las calles 45 y 53, carreras 45 y 46, pero a fines de los años 1980, el Banco de la República construyó su nueva sede en la ciudad en la manzana comprendida entre las calles 45 y 47, carreras 45 y 46. 
En 2013 se anunció la construcción de un proyecto inmobiliario de tres torres de quince pisos cada una en el lote comprendido entre las calles 47 y 48, carreras 45 y 46. El proyecto fue cancelado debido a la protesta de la ciudadanía.

## Uso
La plaza es punto de salida y de llegada de diferentes manifestaciones culturales y sociales; tales como un multitudinario discurso del entonces candidato presidencial Carlos Gaviria en 2006, y en 2008 de una marcha por la paz que partió del teatro Amira de la Rosa.
Desde sus inicios, la plaza ha sido un importante escenario de protesta social, llegando a convertirse en un espacio en donde convergen «los actores y adversarios de las movilizaciones sociales en Barranquilla». 
De igual modo, la plaza de la Paz ha sido el espacio con mayor número de movilizaciones en la ciudad durante las últimas décadas, llegando a albergar a cerca de 350 000 manifestantes.
En la plaza se realizan las entregas públicas de armamento que adquieren los organismos públicos de seguridad de la ciudad y el departamento.

## Remodelación

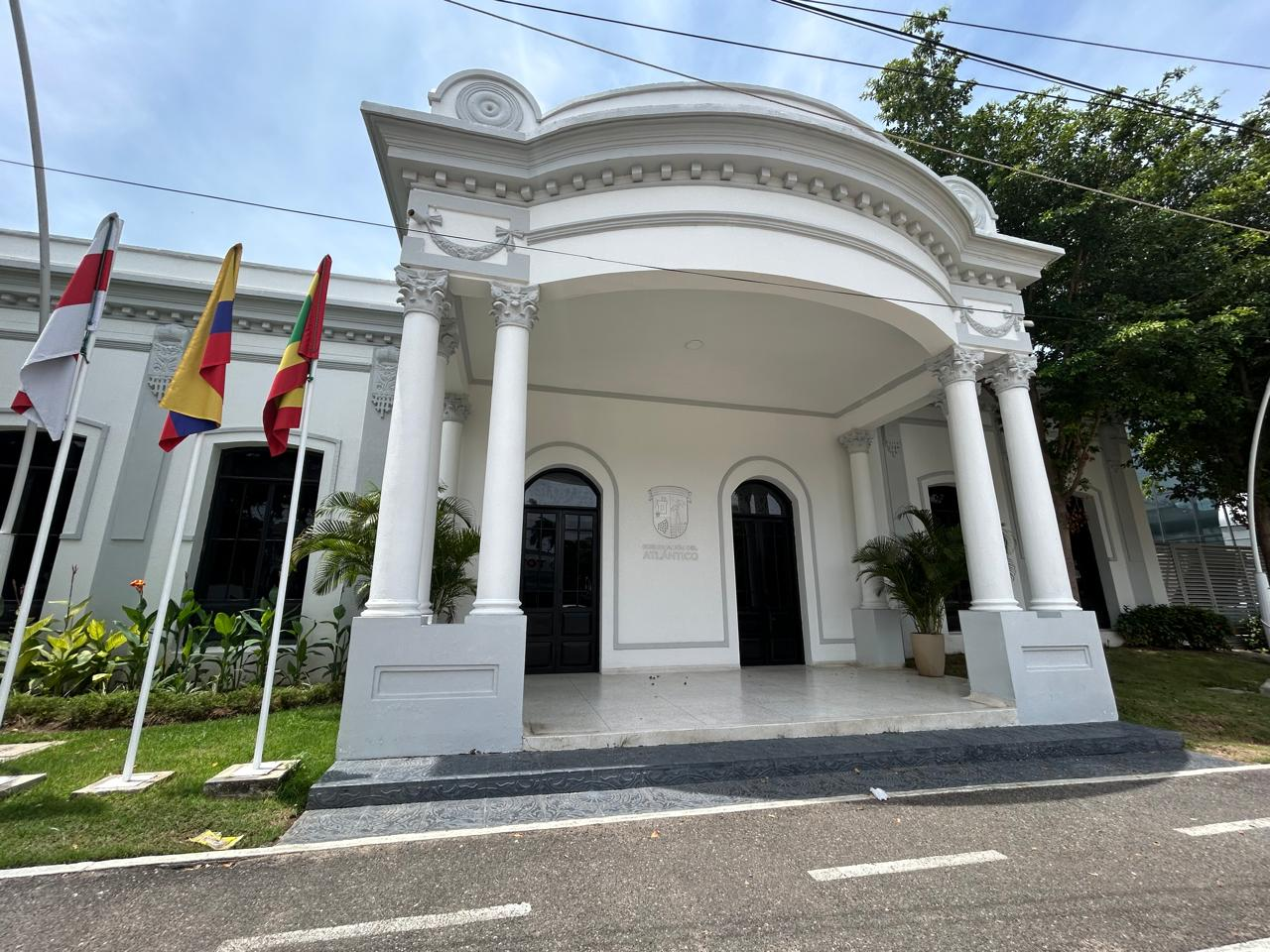
Casa Catinchi

Una remodelación fue anunciada en junio de 2011 por la gobernación del Atlántico como parte de un programa de recuperación de plazas y parques en todo el departamento, el cual es financiado con los recursos de la tasa de seguridad y convivencia. La construcción inició el 7 de septiembre de 2011, el costo del proyecto se estableció en  4160 millones de pesos, el diseño estuvo a cargo del arquitecto Adolfo Schlegel, y las obras, que incluyen tarima, parqueadero subterráneo, galería, muro de exposiciones, cafetería, baños públicos y locales comerciales, se entregaron simbólicamente en diciembre de 2011 con motivo del fin de la administración gubernamental de Eduardo Verano de la Rosa, promotor del proyecto. 
En marzo de 2012 se anunció que la totalidad de las obras se entregaría en junio de 2012, pero en diciembre de 2012 los trabajos no habían culminado, por lo que el gobernador del departamento del Atlántico, José Segebre, anunció que se entregarían únicamente cuando hubieran terminado. En esos momentos, las obras presentaban un atraso de ocho meses y un sobrecosto de 5000 millones de pesos. La plaza de la Paz fue renombrada en honor de Juan Pablo II, pasando a denominarse plaza de la Paz Juan Pablo II.
Inicialmente, el proyecto se vio envuelto en una controversia a causa del diseño arquitectónico que contemplaba la tala de árboles y la construcción de una explanada en concreto rígido, lo cual elevaría la alta temperatura de la ciudad.
Según el diseño arquitectónico, la plaza quedaría constituida por una plaza mayor de 8000 m2 y una plaza menor de 2500, para 10500 m² en total.
Las zonas verdes de la plaza pasaron de 535 a 3229 m² con la siembra de más de 140 árboles en las zonas laterales (andenes de las carreras 45 y 46) y en la zona cercana a la calle 50.
Las obras de remodelación de la plaza fueron entregadas oficialmente por el gobernador del Atlántico, José Segebre, el 25 de enero de 2013.

## Problemas legales

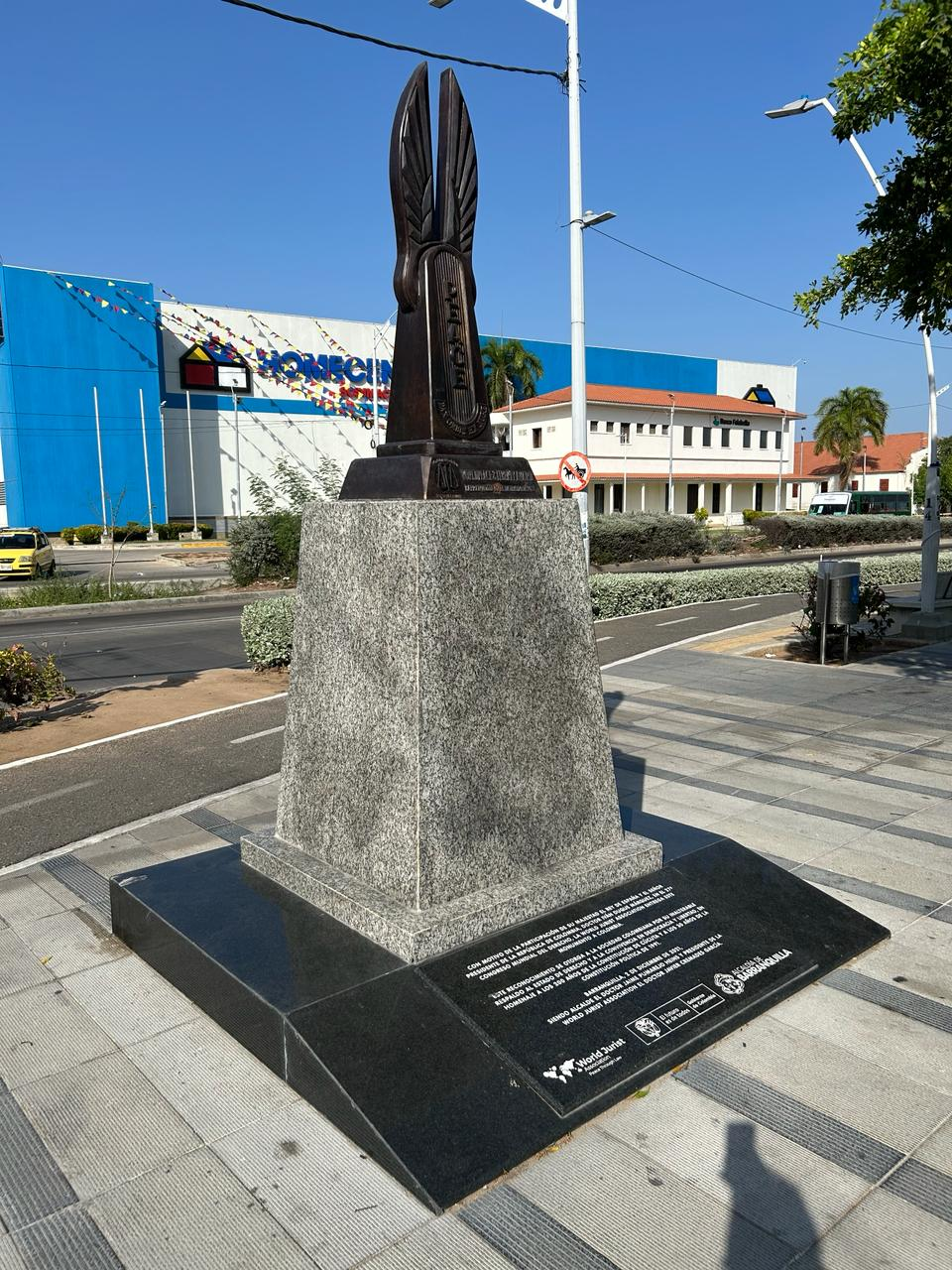
World Peace and Liberty Award, otorgado a la sociedad colombiana por la World Jurist Association durante el Congreso Mundial del Derecho celebrado en el Cubo de Cristal de la plaza de la Paz en 2021

En noviembre de 2012, la unidad de fiscales delegados ante la Corte Suprema de Justicia inició una investigación en la que está involucrado el exgobernador Verano por presuntas irregularidades en la contratación de las obras de remodelación de la plaza de la Paz, y por la construcción de un parqueadero subterráneo sin licencia (estaría en un sitio destinado a zona verde) y en concesión a un particular, entre otras denuncias.
Además, a fines de octubre de 2012, fueron desalojadas 35 familias con negocios en el lote denominado Riomar, ubicado en la calle 47 entre carreras 45 y 46, lote destinado para parque y de utilidad pública, proyectado para la fase II de la plaza de la Paz.

## Características

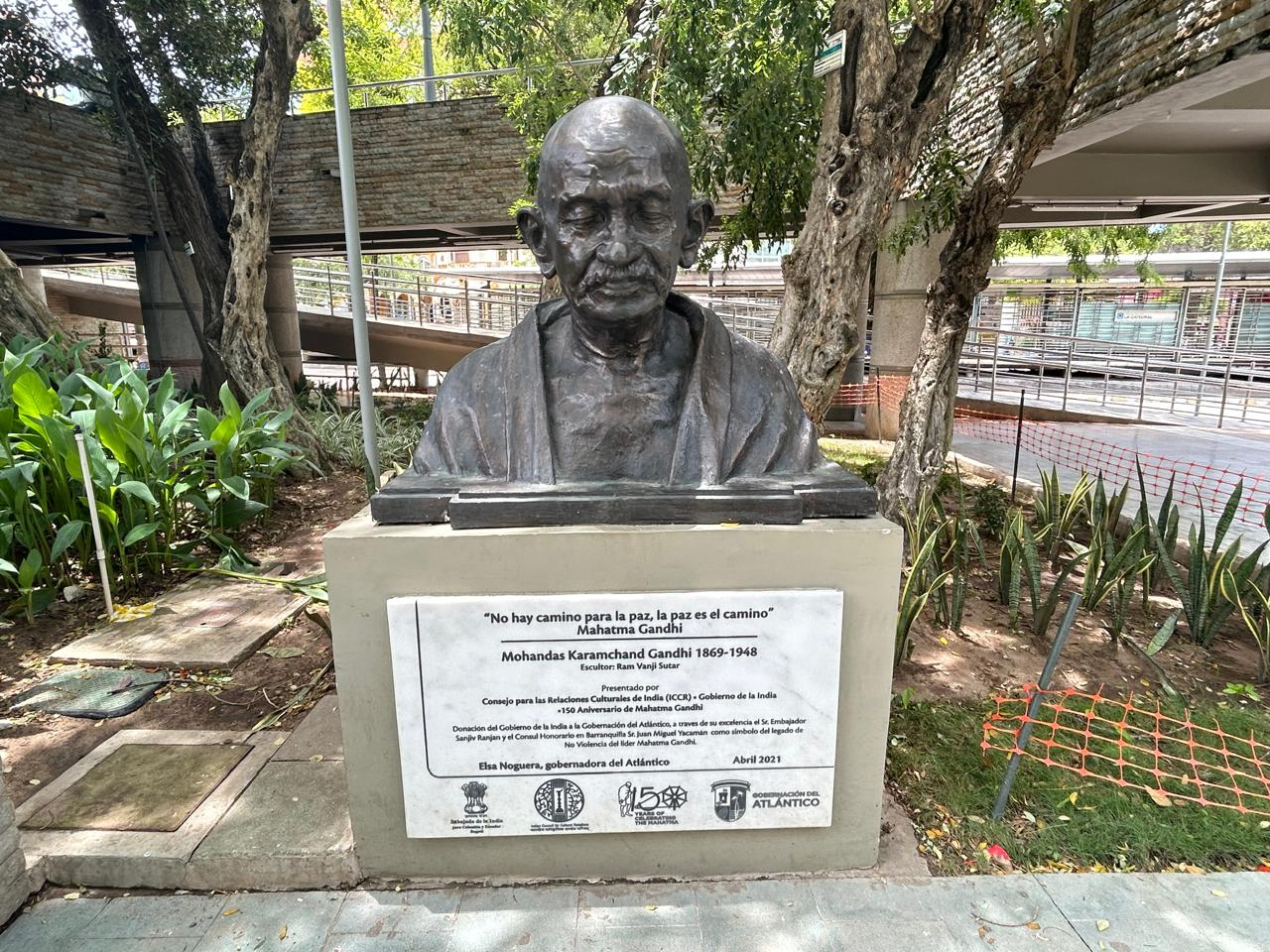
Busto de Mahatma Gandhi, obra del escultor indio Ram Sutar, inaugurado el 30 de diciembre de 2019.

Antes de la intervención de 2011, en el parque anexo a la plaza se encontraban la escultura «El Policía Amigo», representación de un policía sosteniendo una paloma blanca, y el punto cero de la ciudad, el cual es tomado como base para las coordenadas de Barranquilla (10°59′16″N 74°47′20″O / 10.98778, -74.78889). En la plaza funciona un CAI  de la Policía Nacional. 
La plaza fue reconstruida entre 2011 y 2013 por el contratista Unión Temporal Plazas y Parques. Las dimensiones y capacidades de la plaza son:
- Área intervenida: 22 542 m².
- Área plaza occidente: 6295 m², capacidad: 9836.
- Área plaza oriente: 2632 m², capacidad: 4113.
- Capacidad ampliada: 21 322.
- Área tarima: 92 m².
- Área plaza de comidas, locales comerciales: 384 m².
- Área de galería: 1066 m².
- Área de camerino: 86 m².
- Área de parqueadero y zona de servicios: 2276 m².
- Zonas verdes: 3229 m².[24]

Tras la ampliación de 2018-2019, la plaza pasó a tener un área total de 37 000 m².

### Componentes
1. Parqueadero.
2. Baños.
3. Comando de Atención Inmediata.
4. Casa Catinchi: mansión de estilo neoclásico restaurada como parte de la ampliación de la plaza.
5. Cubo de Cristal: recinto para eventos construido en vidrio.
6. Skatepark.
7. Galería de arte.
8. Teatrino y camerinos.
9. Fuentes luminosas.

### Monumentos
1. Placa conmemorativa de la bendición de la plaza por el nuncio apostólico.
2. Busto de Mahatma Gandhi. Donación de India, fue ubicado en el parque de la primera fase de la plaza. Es réplica de la estatua de Gandhi elaborada por el escultor indio Ram Sutar, la cual ha sido donada por India a varias ciudades del mundo. Inaugurado el 30 de diciembre de 2019.
3. Monumento World Peace and Liberty Award.
4. Monumento Policía Amigo.
5. Escultura árbol azul.

### Áreas adyacentes
Alrededor de la plaza de la Paz se encuentran las siguientes edificaciones: 
1. Catedral (calle 53 entre carreras 45 y 46, al occidente de la plaza).
2. Banco de la República (entre calles 45 y 47 y carreras 45 y 46, al oriente de la plaza).
3. Edificio García (calle 47 # 44-189).
4. Edificio Hané (carrera 45 entre calles 47 y 48).
5. Lote encerrado (carrera 45 entre calles 47 y 48).
6. Institución Universitaria de Barranquilla (carrera 45 # 48-31).
7. Automercantil del Caribe Toyota (carrera 45 # 48-95).
8. Colegio María Auxiliadora (carrera 45 # 50-19).
9. La Plazuela Apartamentos (calle 53 # 44-150).
10. Centro comercial Portal del Prado (calle 53 # 46-192).
11. Universidad Libre sede Centro (carrera 46 # 48-170).
12. Almacén Homecenter y Banco Falabella (carrera 46 # 48-50).
13. Casas unifamiliares (carrera 46 entre calles 47 y 48).
14. Estación La Catedral de Transmetro.

## Ampliación
El 25 de enero de 2015 se dio a conocer el proyecto de ampliación de la plaza entre las calles 47 y 50, carreras 45 y 46, la cual tendría un área de 17 398 m², para un total de 33 200 m². La ampliación hasta la calle 47 inició el 17 de septiembre de 2018 con la siembra de una acacia por parte del gobernador Eduardo Verano. La demolición de inmuebles empezó en la primera semana de junio de 2018. La obra fue puesta al servicio de la comunidad el 30 de diciembre de 2019. La ampliación incluye fuentes luminosas, zonas verdes, skatepark, restaurantes de comida rápida y la restaurada casa Catinchi, que junto al Cubo de Cristal conforma un complejo gastronómico.

## Galería

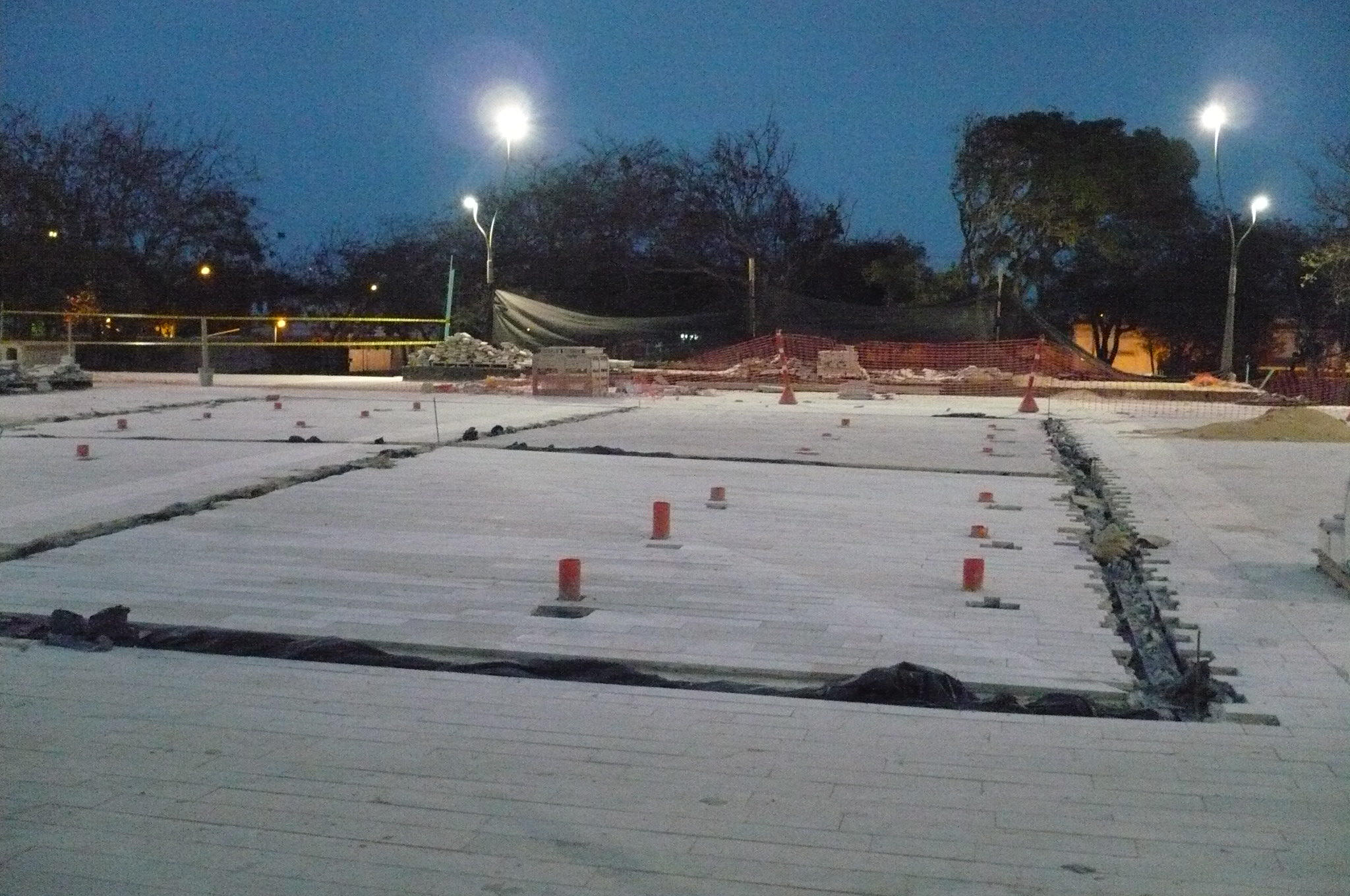
Inicio de la remodelación (1-4-2012).
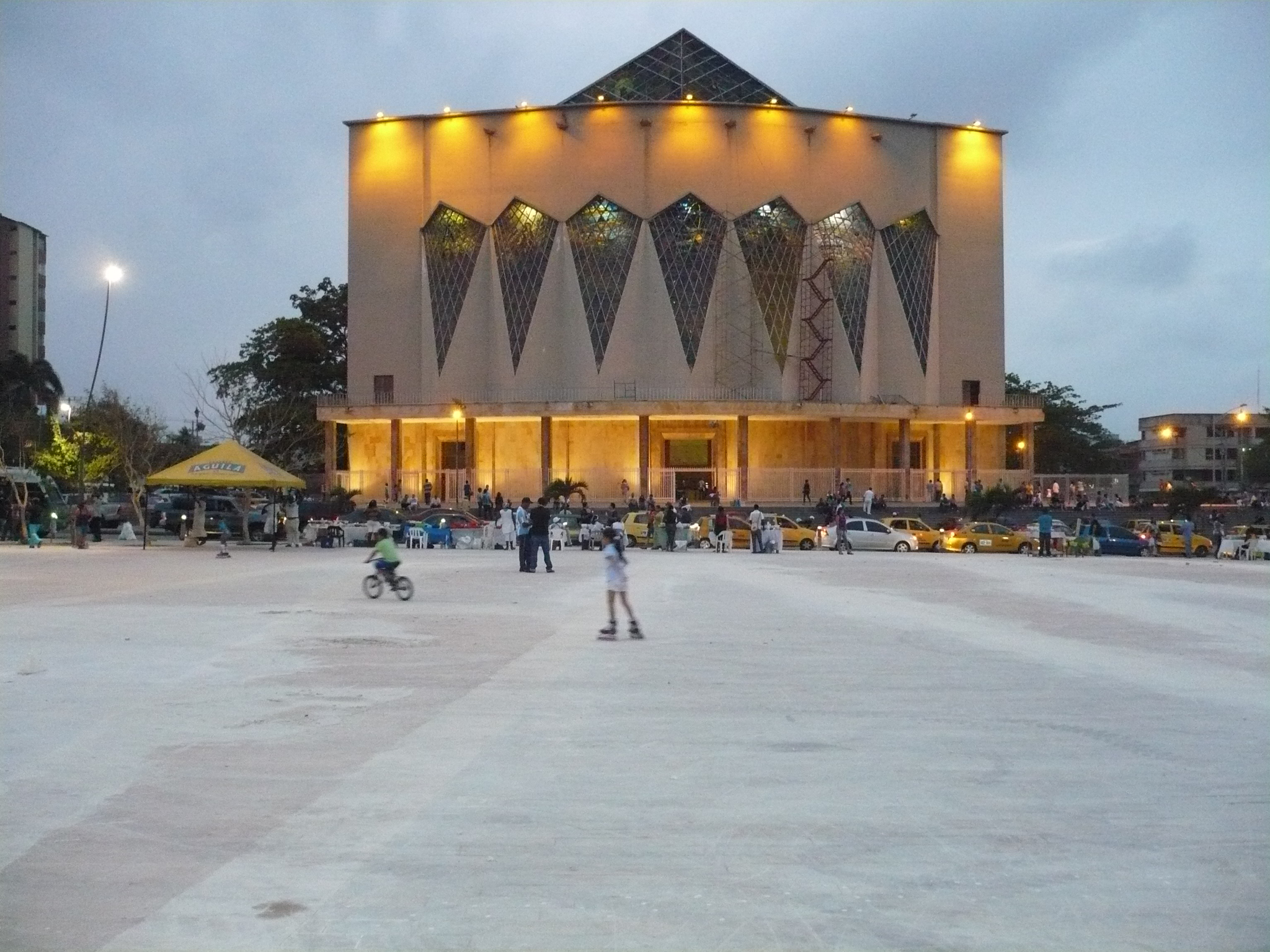
Al fondo, la catedral de Barranquilla (1-4-2012).
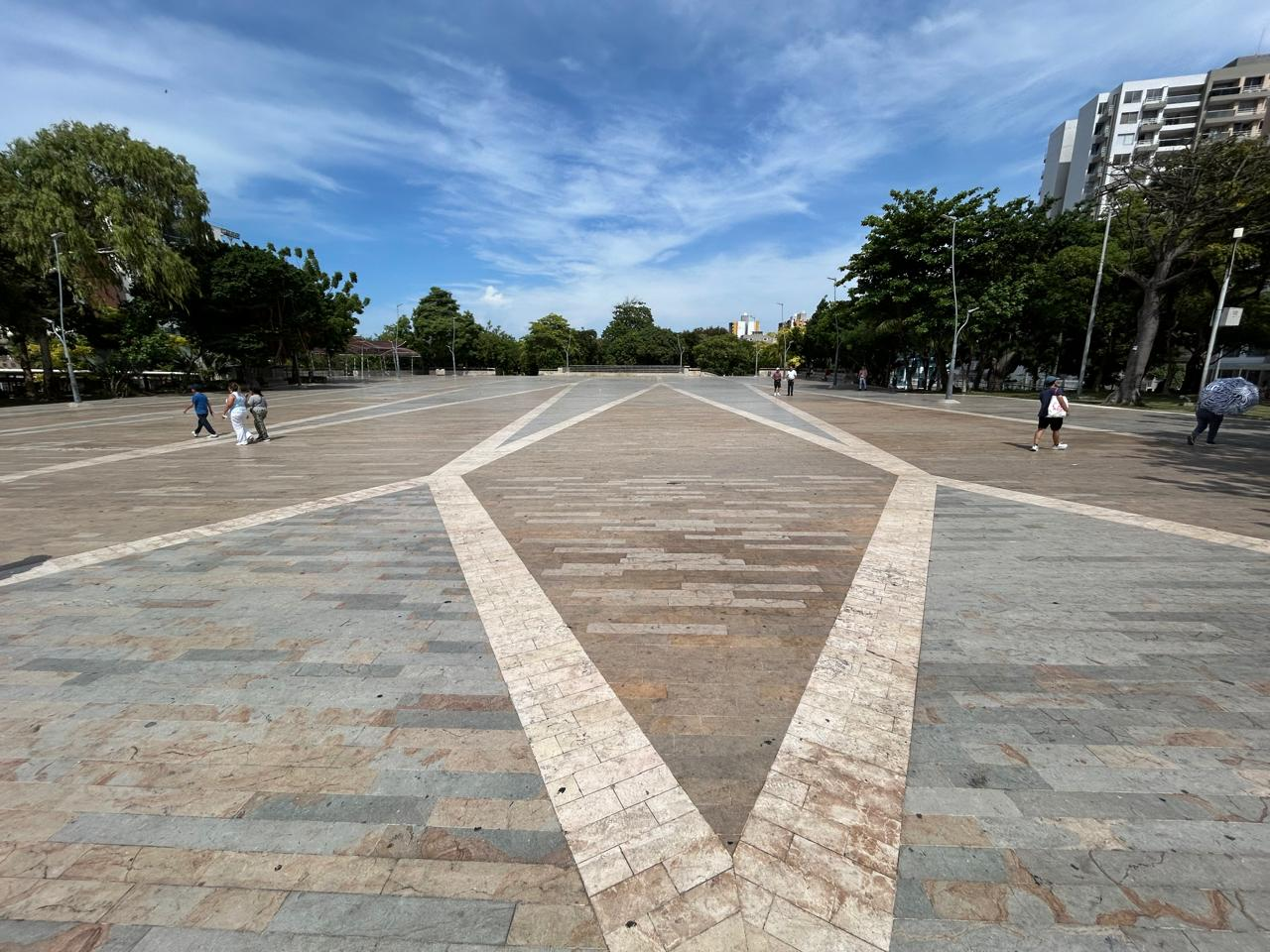
Primera fase de la plaza de la Paz
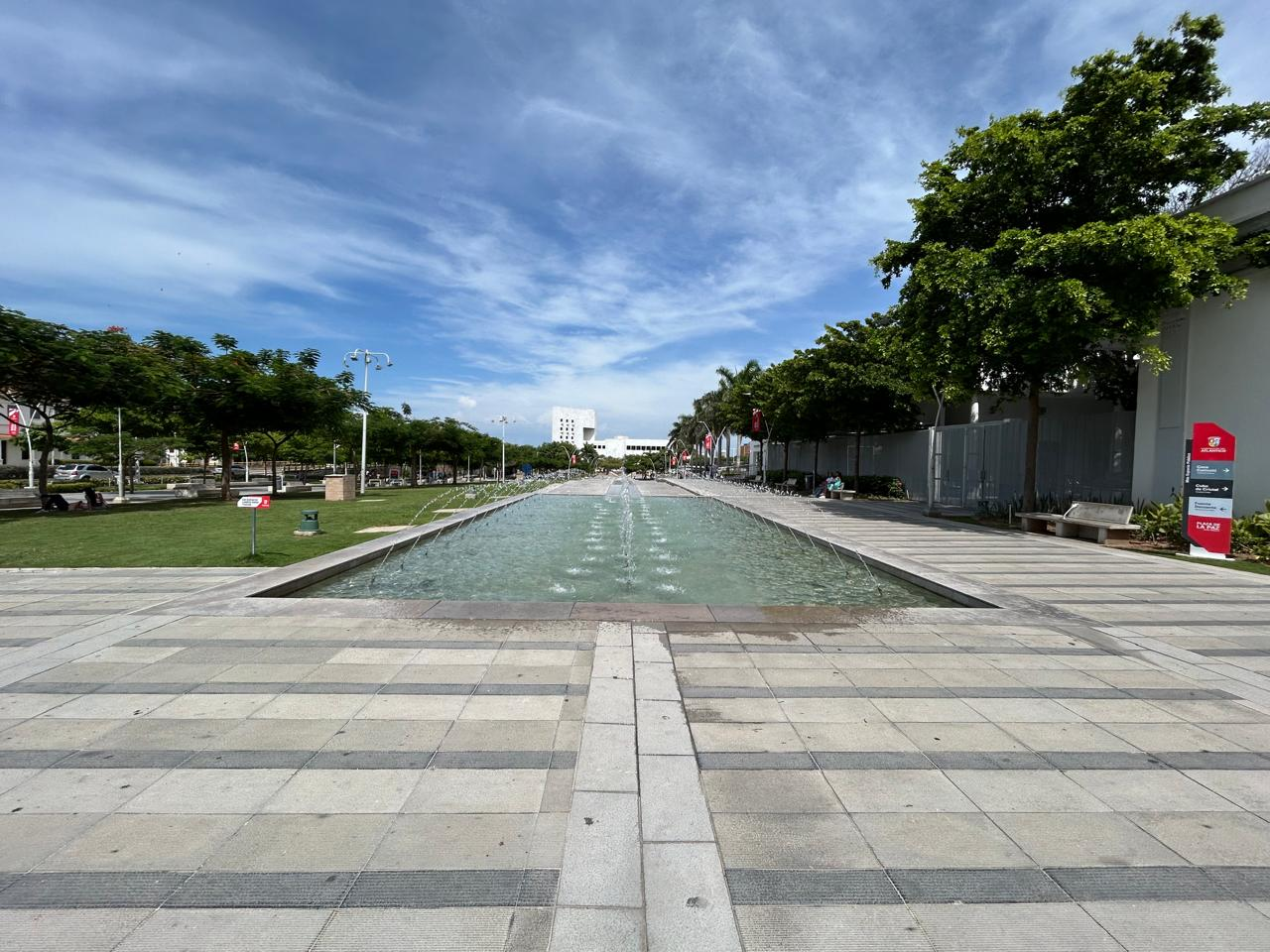
Segunda fase de la plaza de la Paz
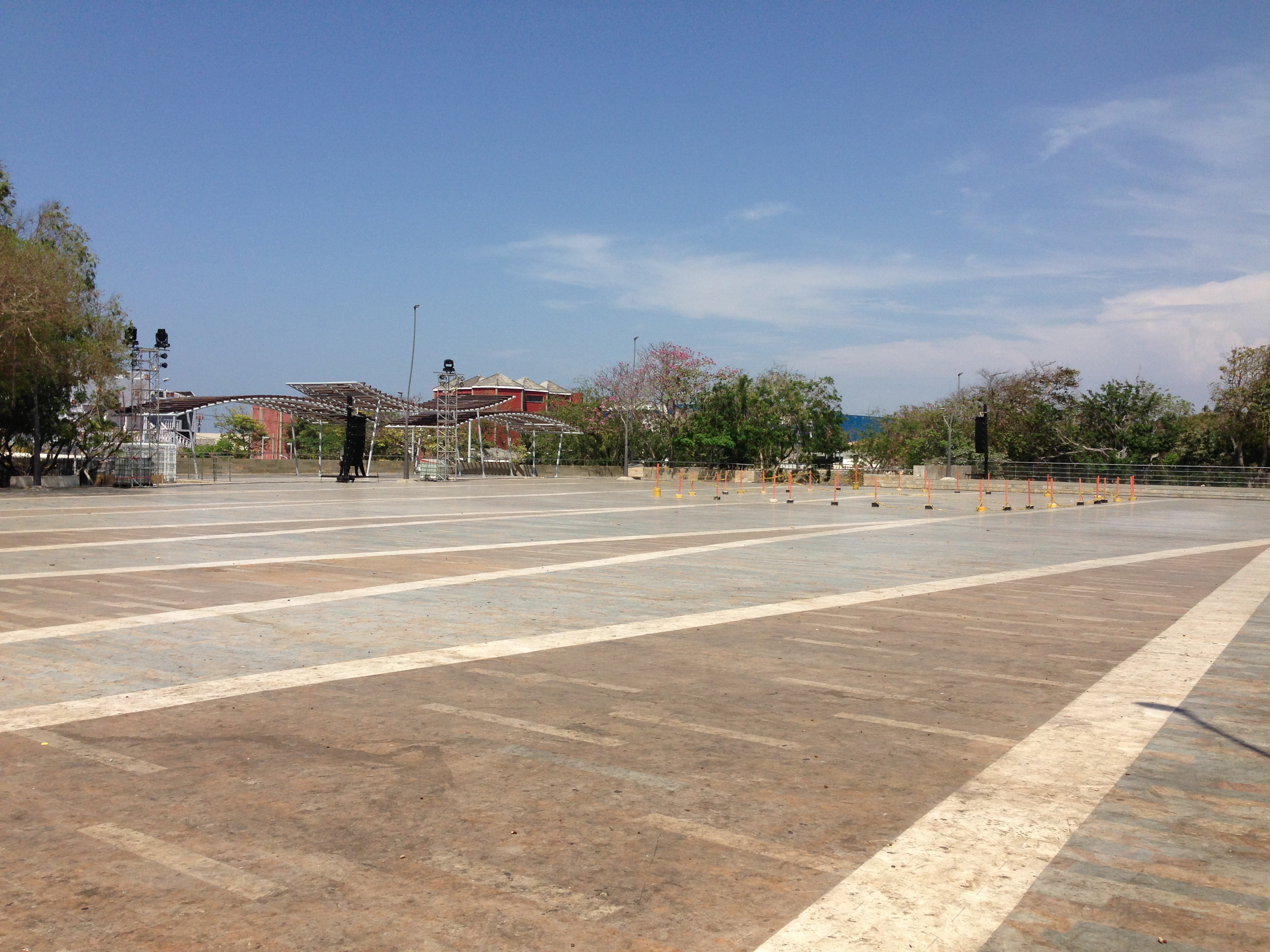
Aspecto de la plaza  (2013).
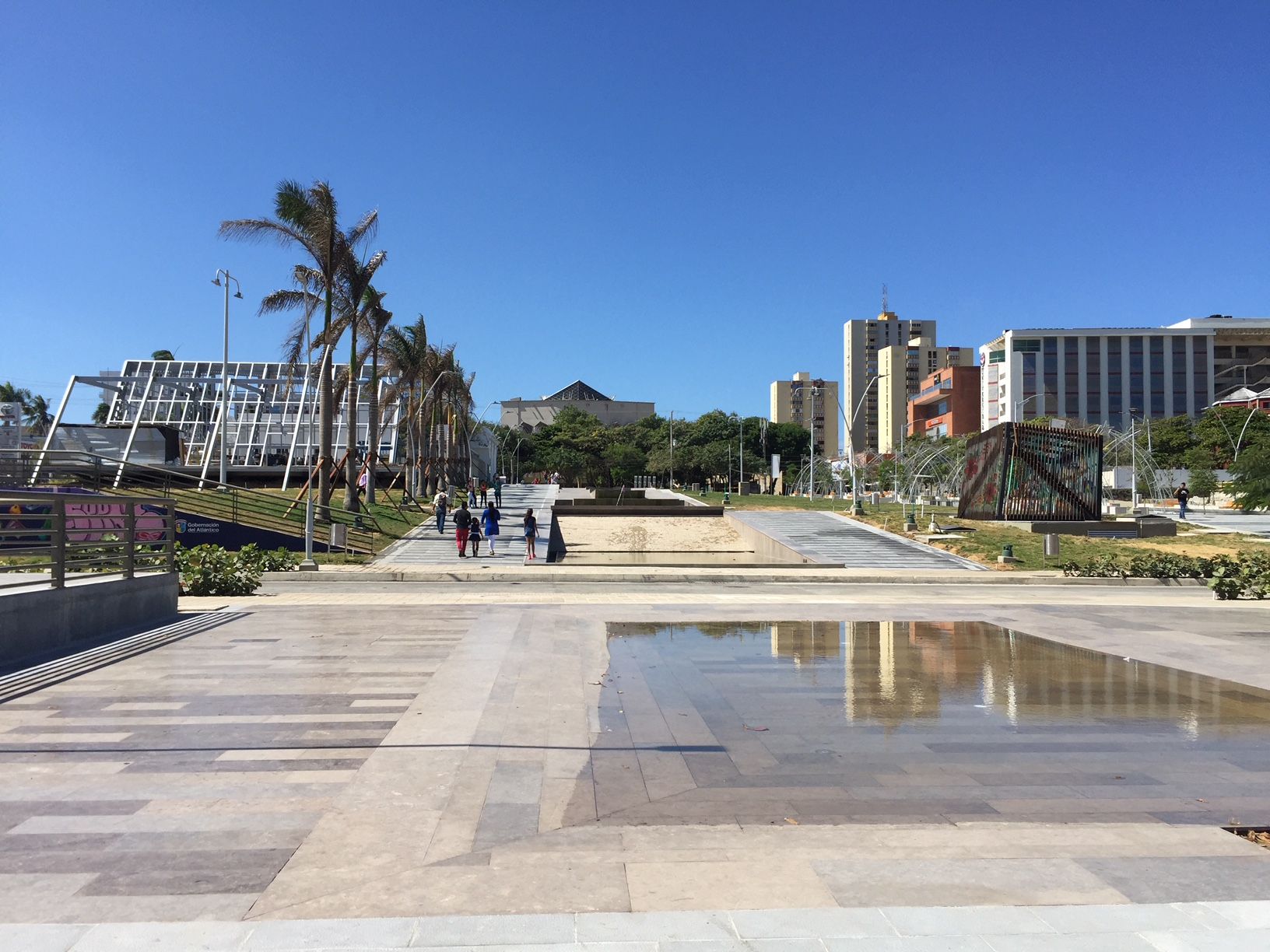
Ampliación de la plaza (6-1-2020).
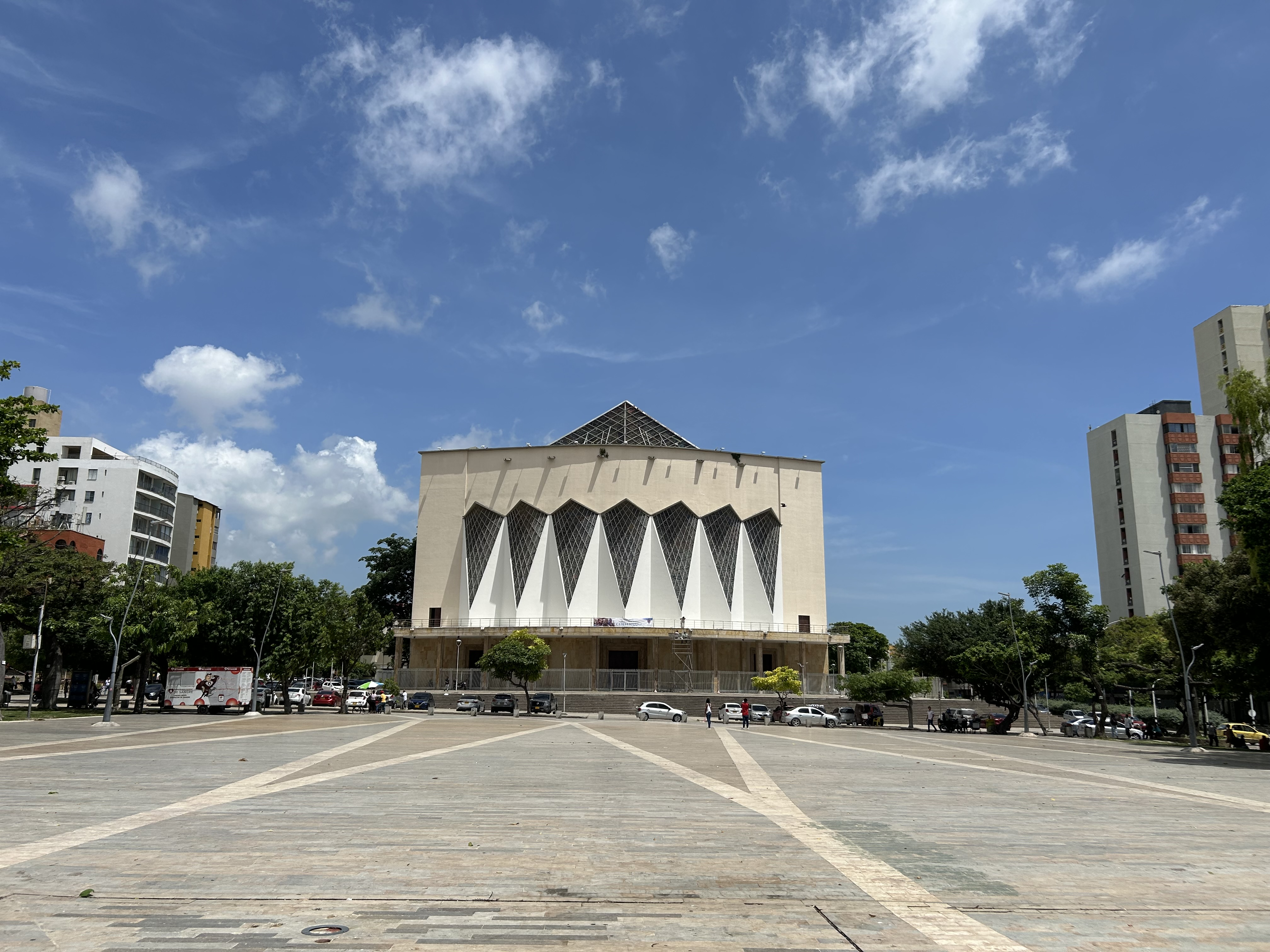
Aspecto de la plaza (2024).
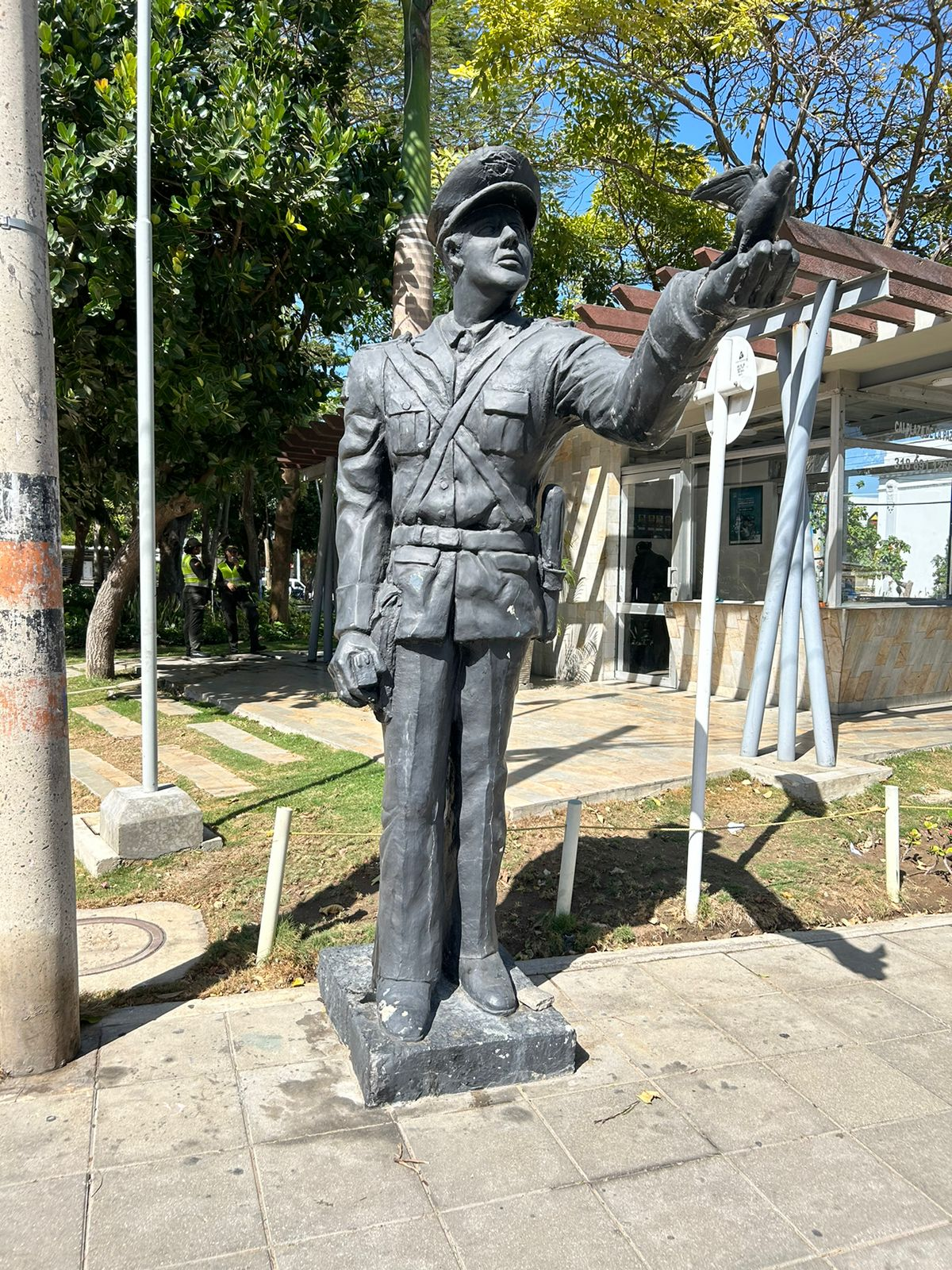
Monumento El Policía Amigo.
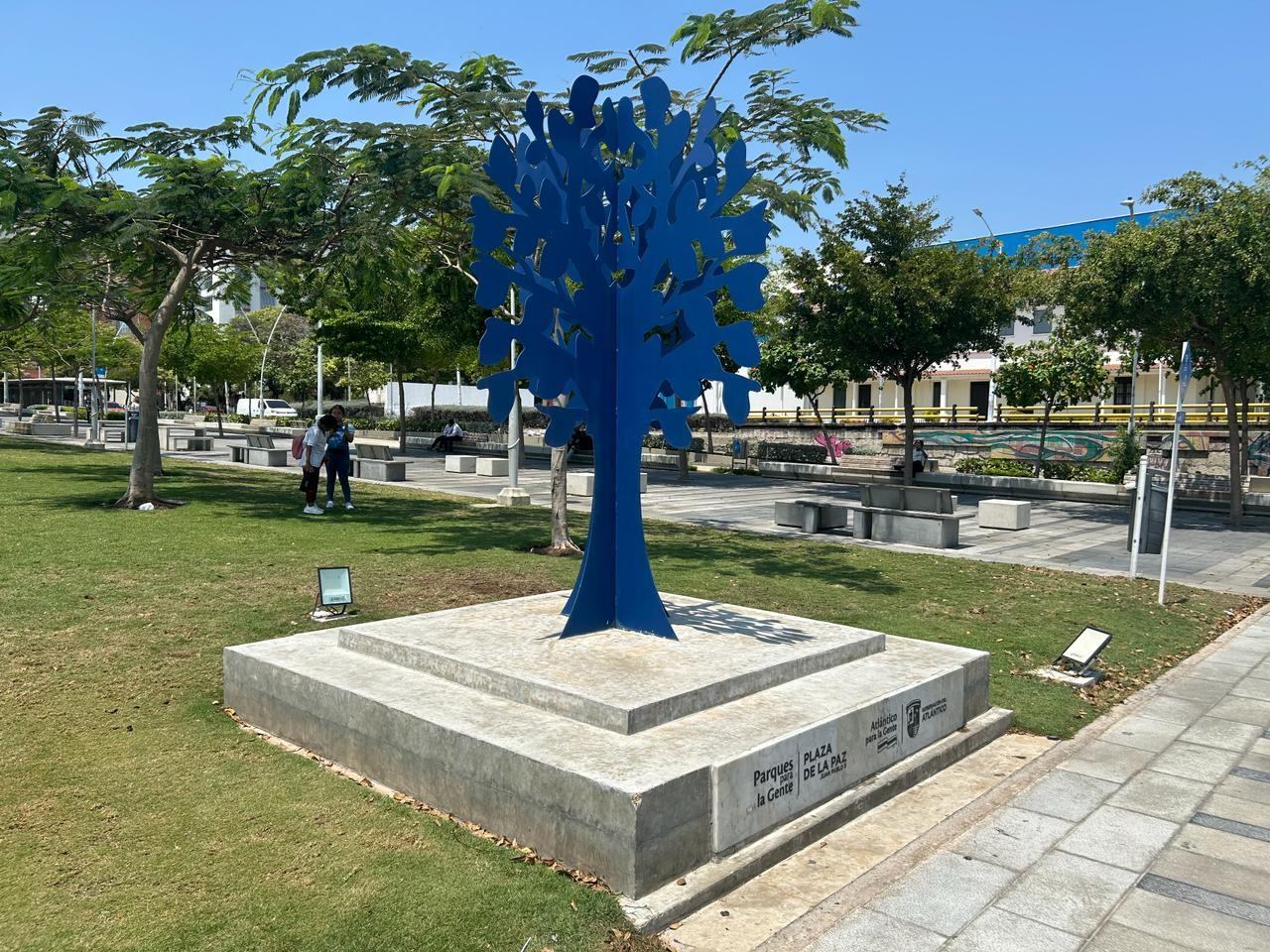
Árbol azul.
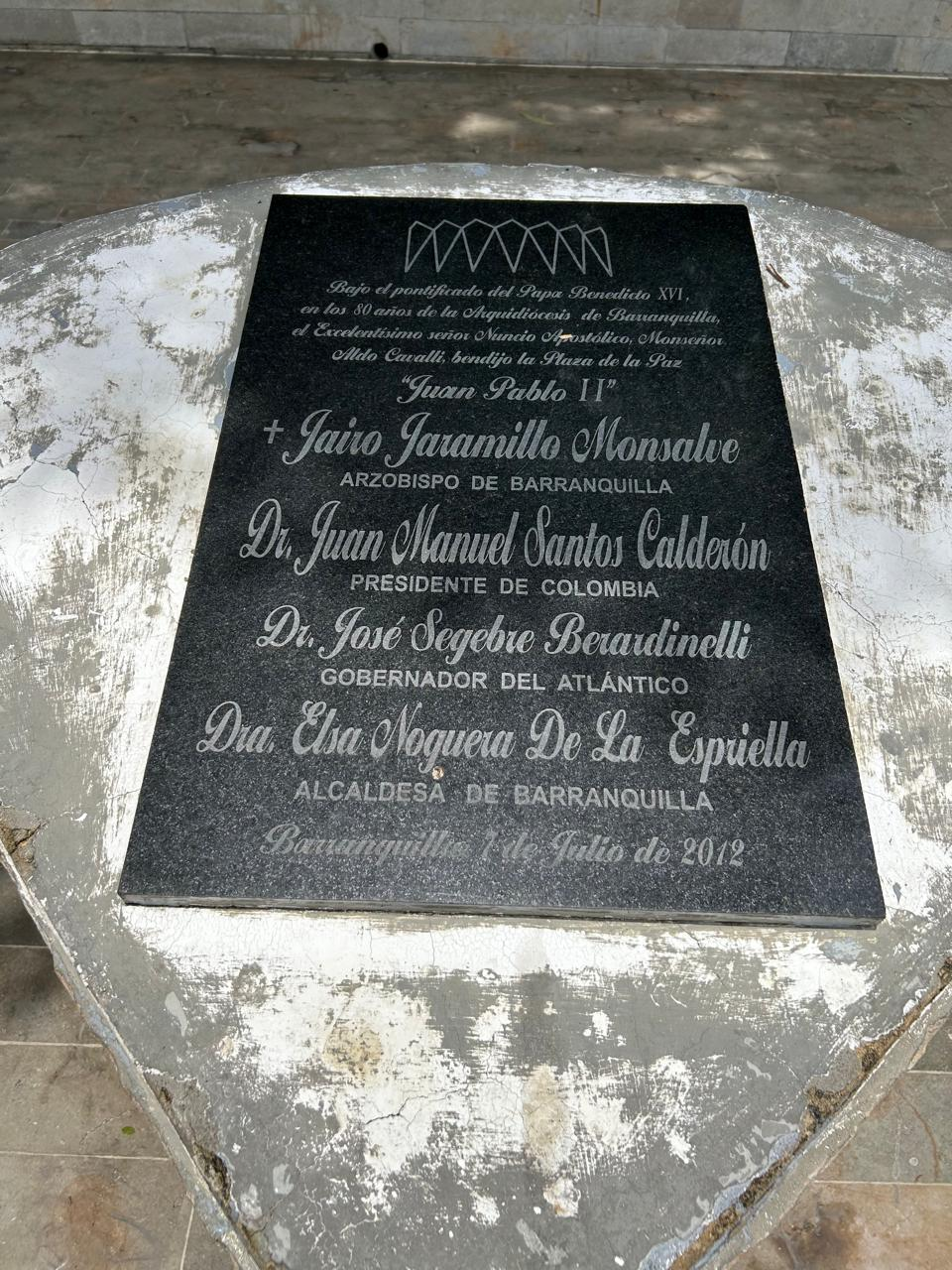
Placa conmemorativa de la bendición del nuncio apostólico
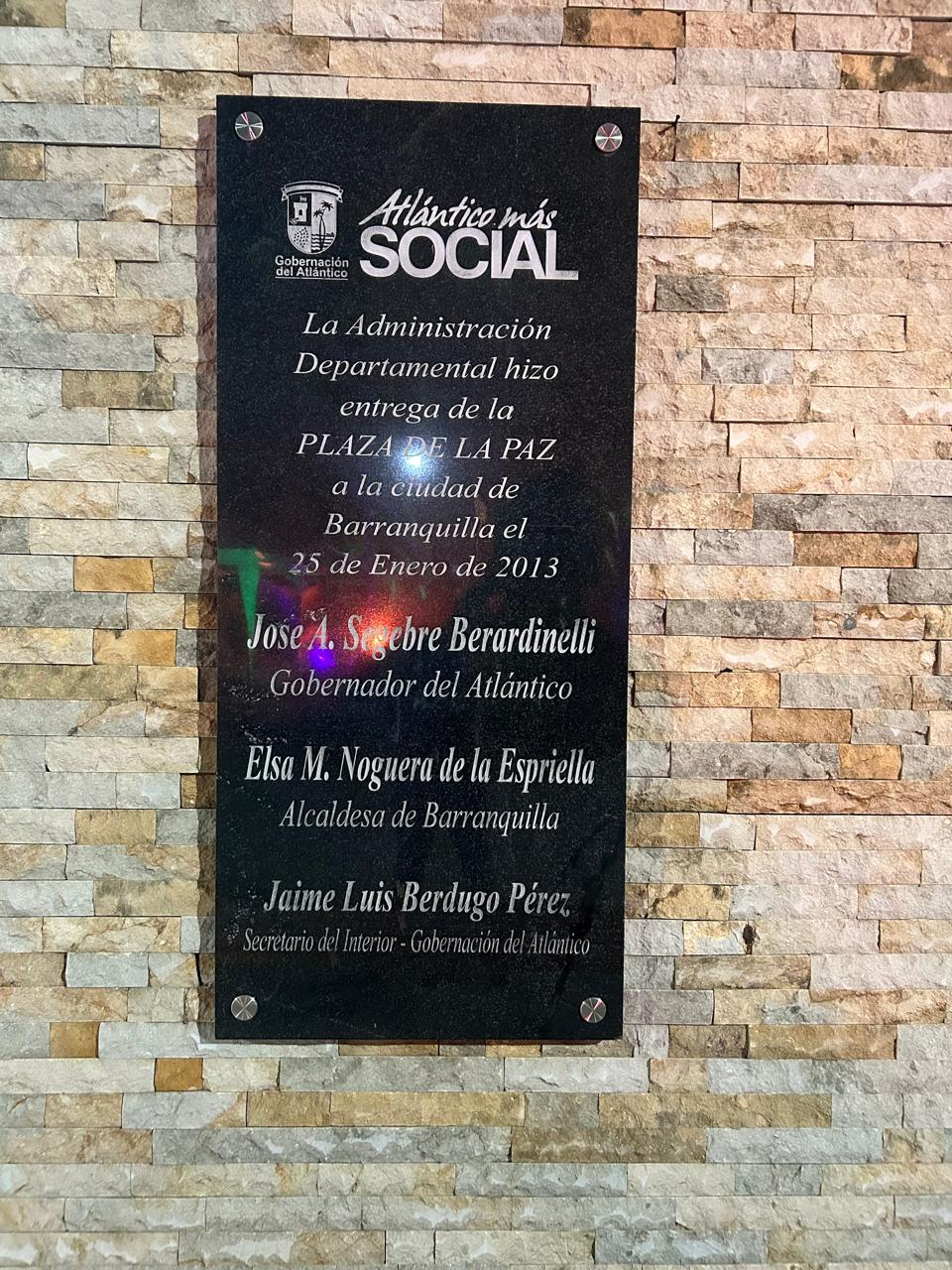
Placa inauguración
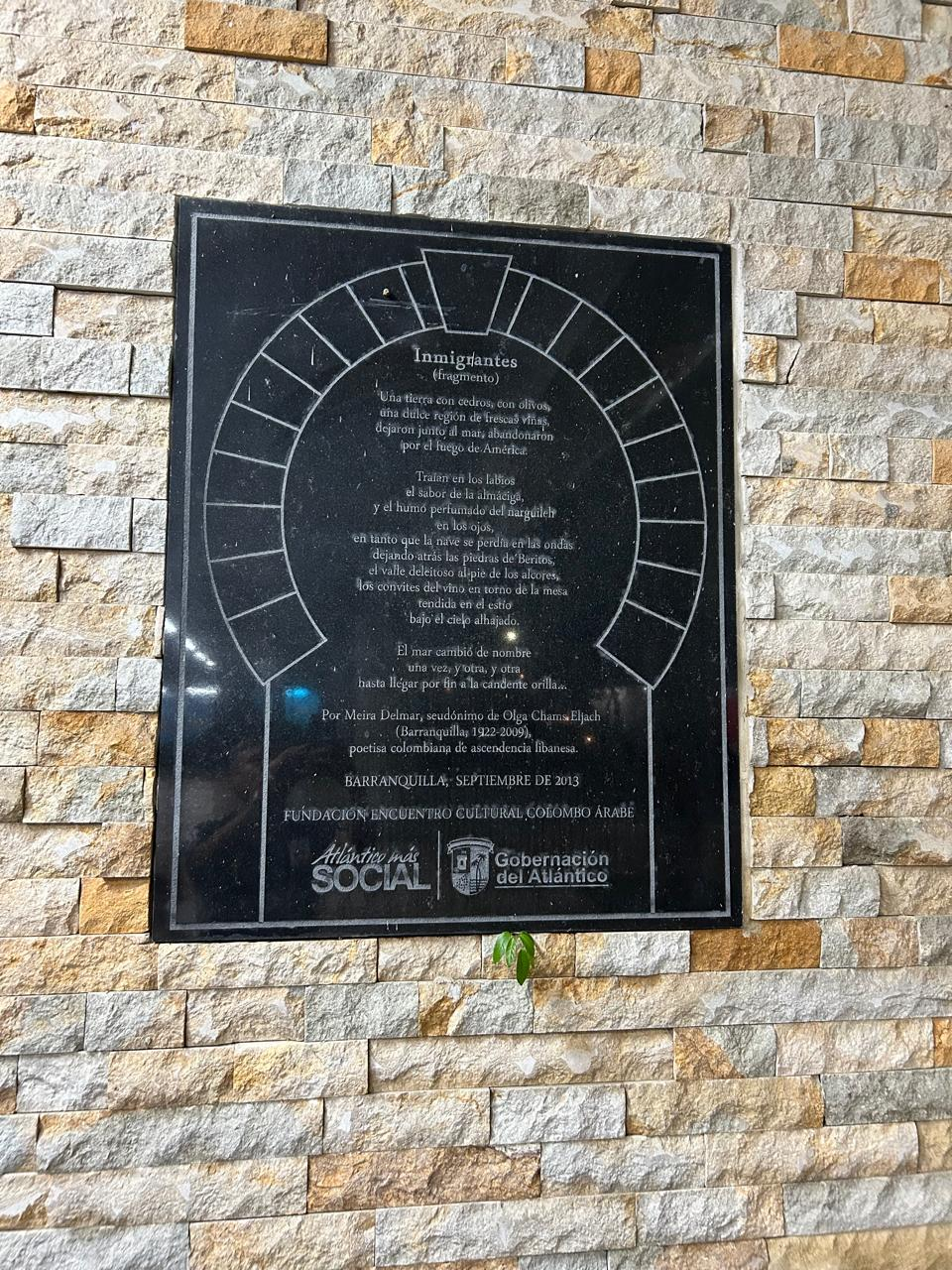
Placa Inmigrantes
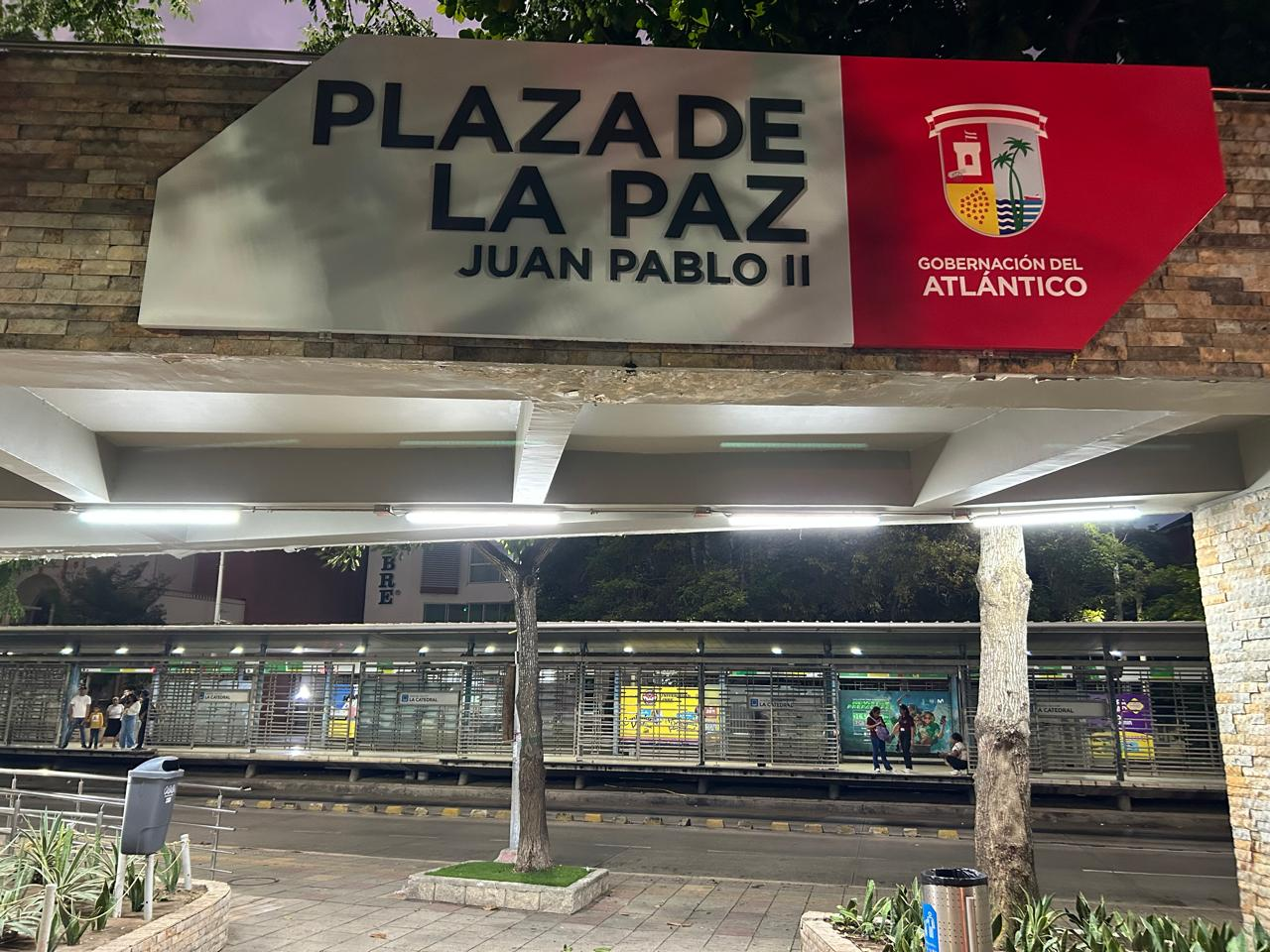
Letrero. Atrás, estación de Transmetro.
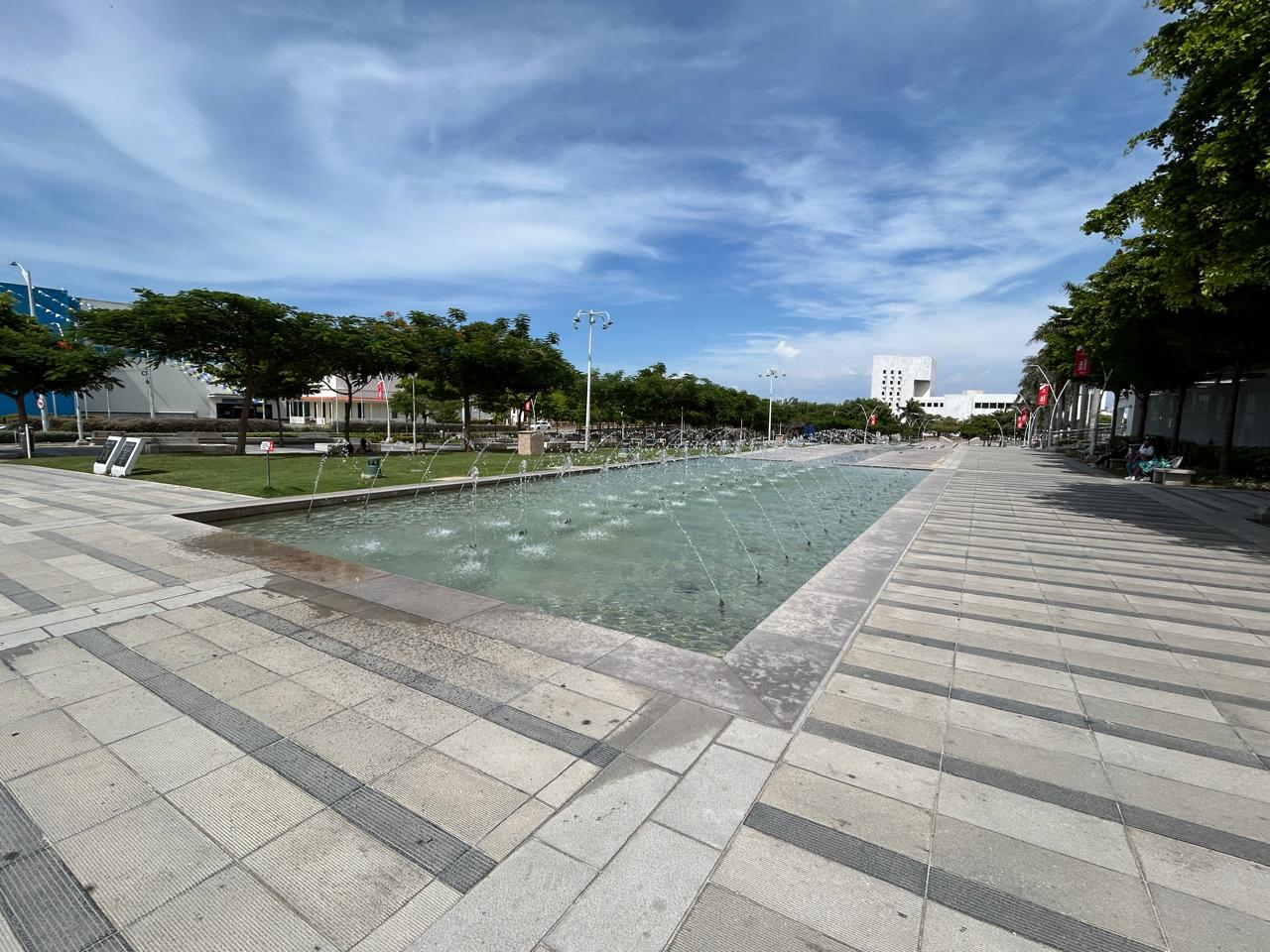
Fuentes
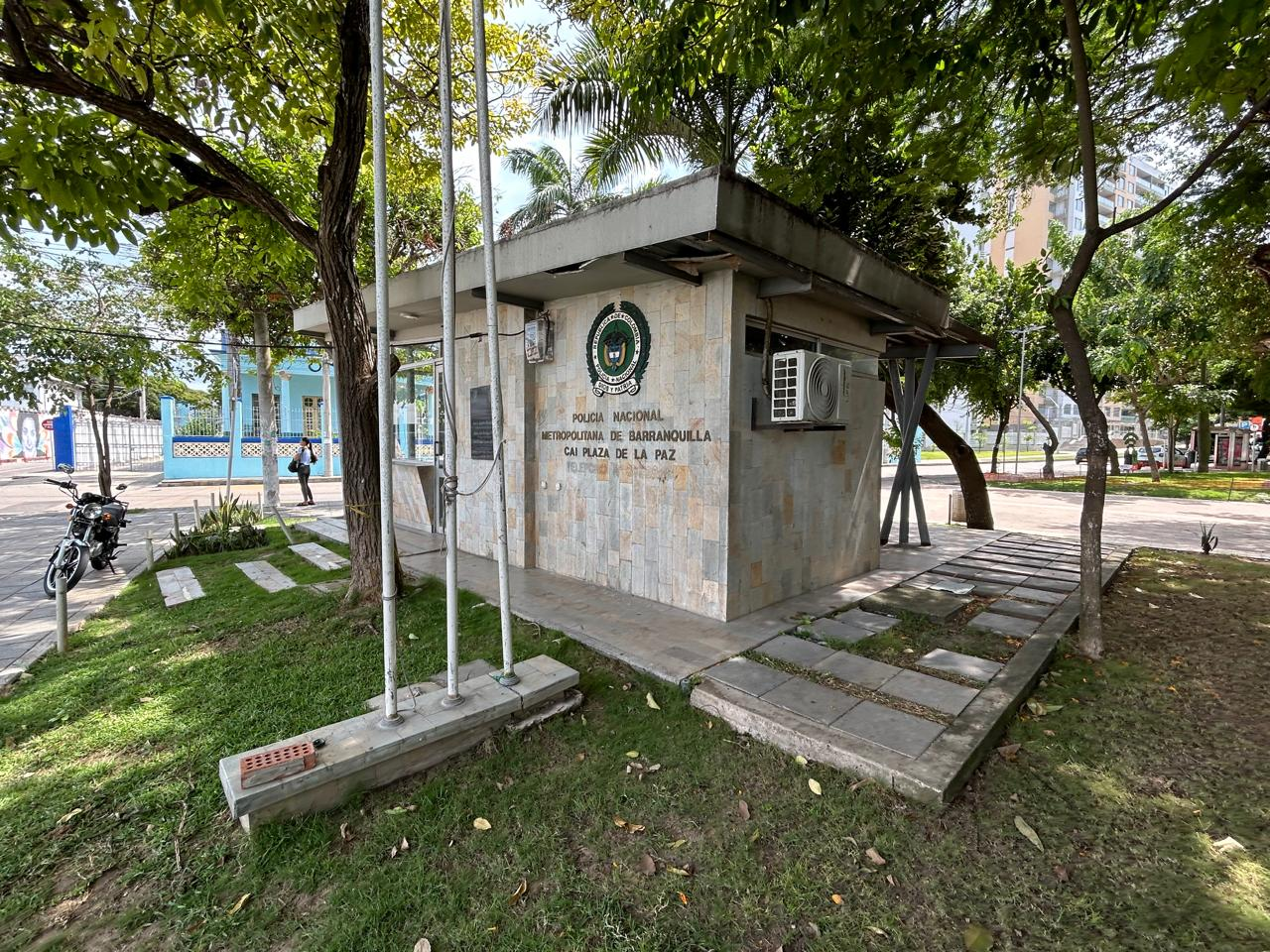
CAI
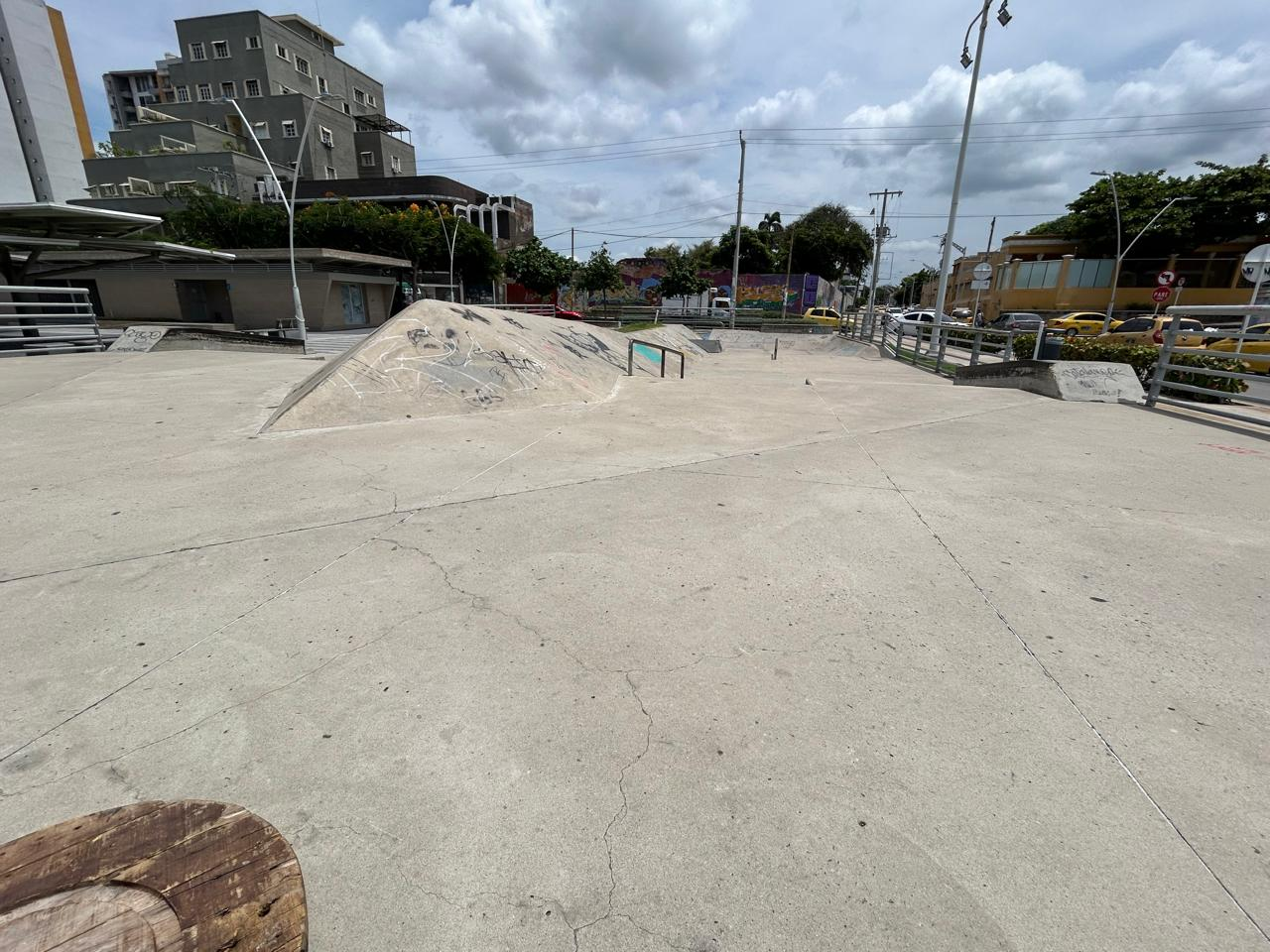
Pista de skateboard
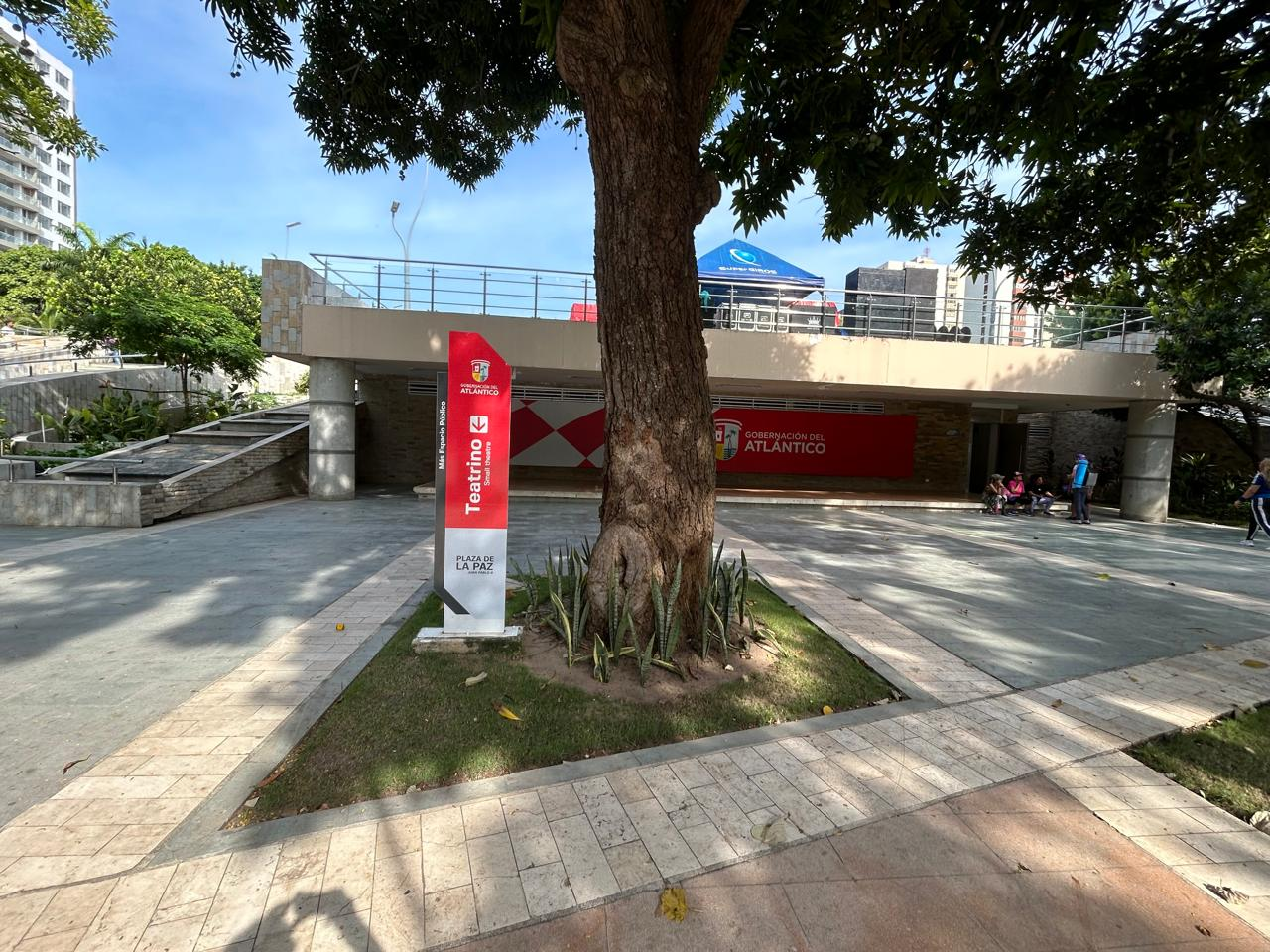
Teatrino
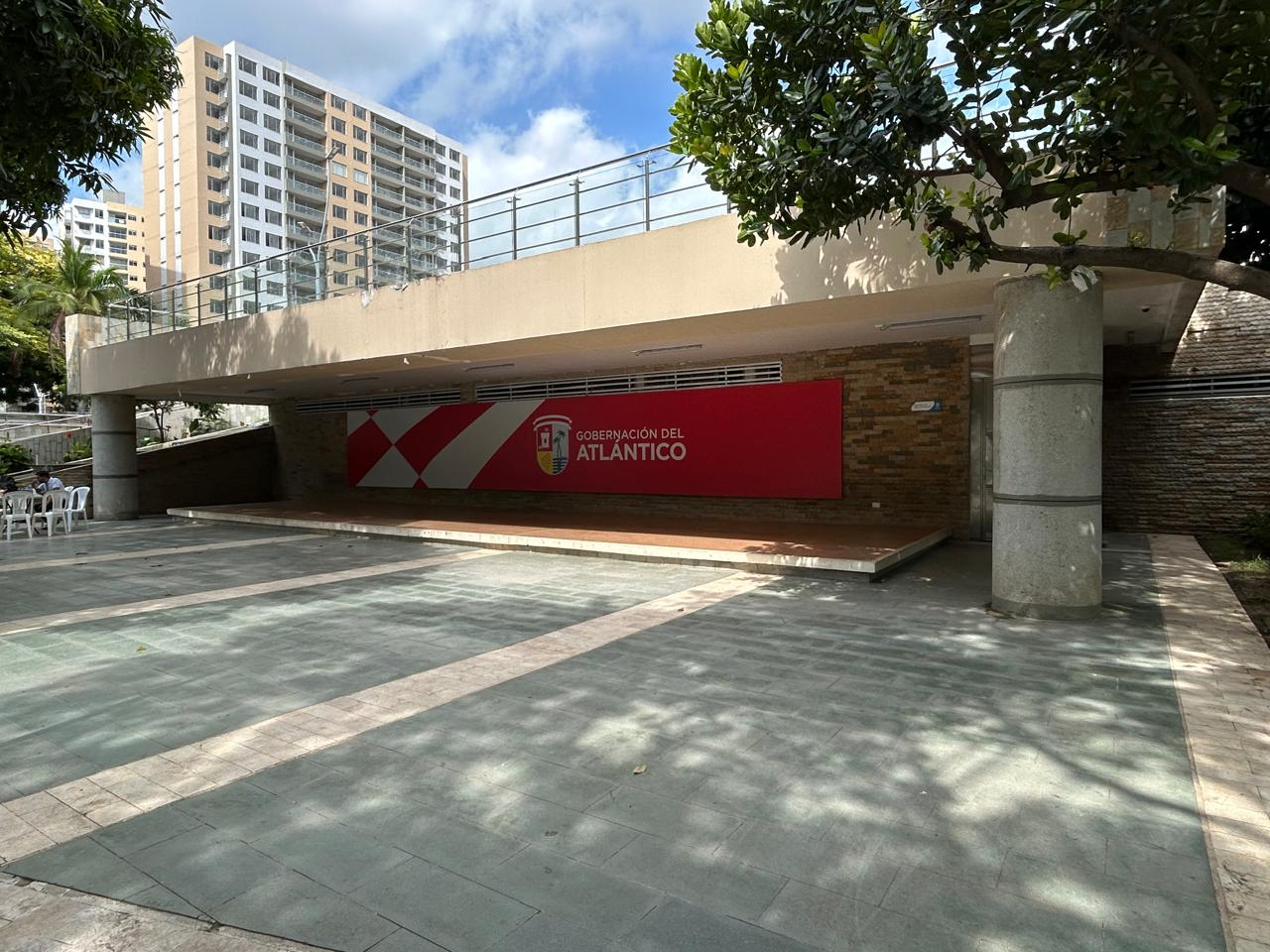
Teatrino
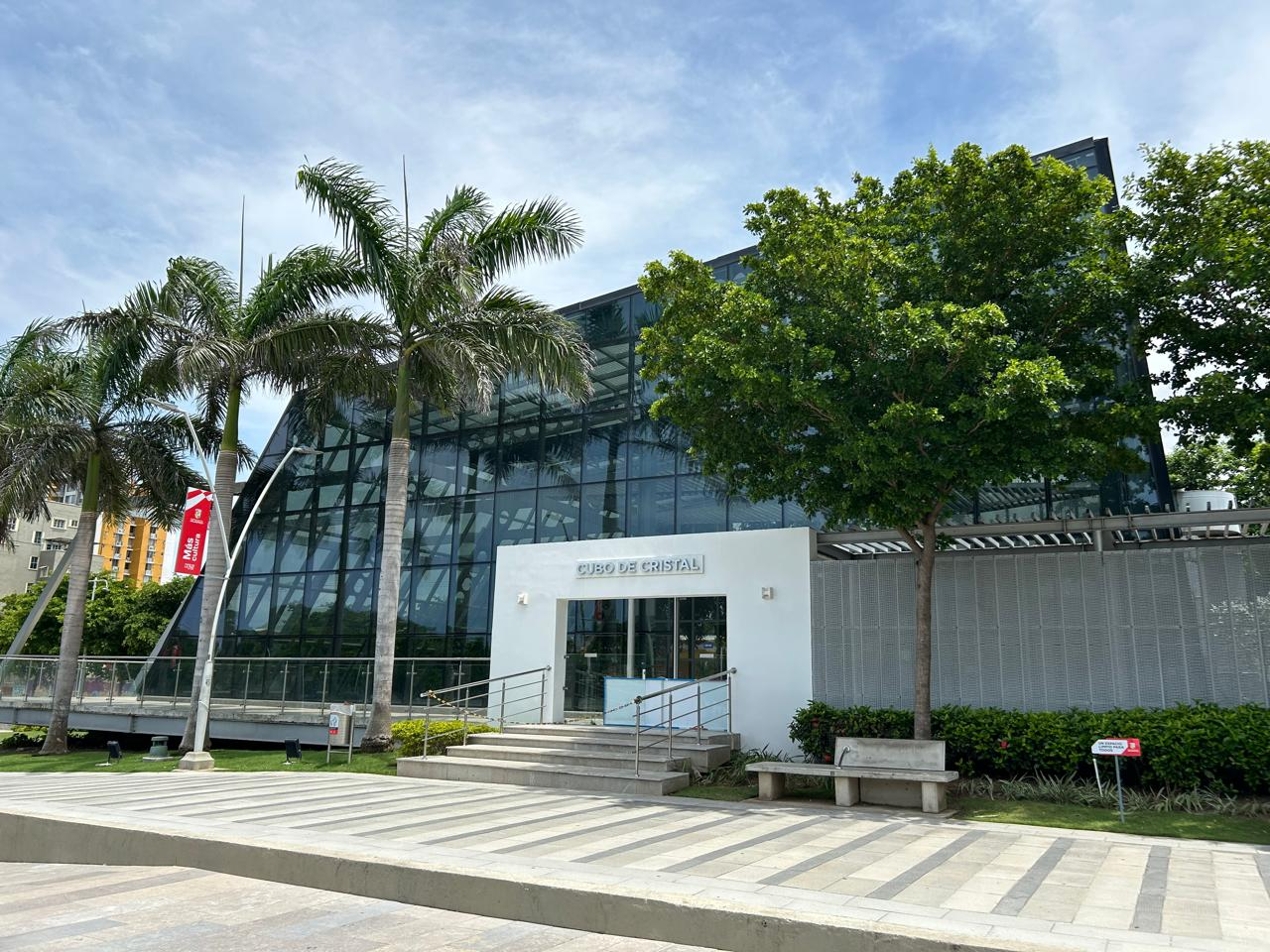
Cubo de Cristal
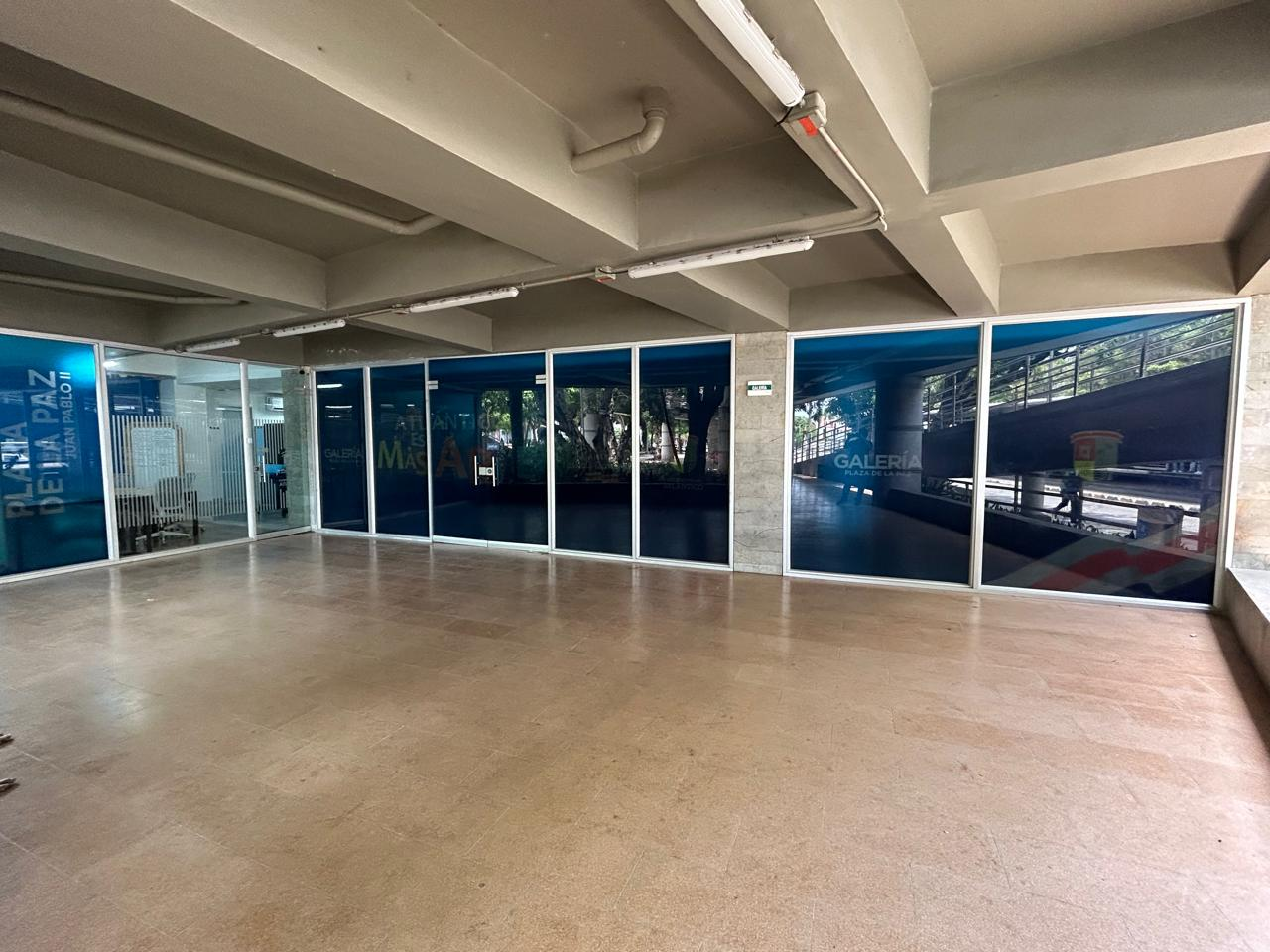
Entrada de la galería de arte.
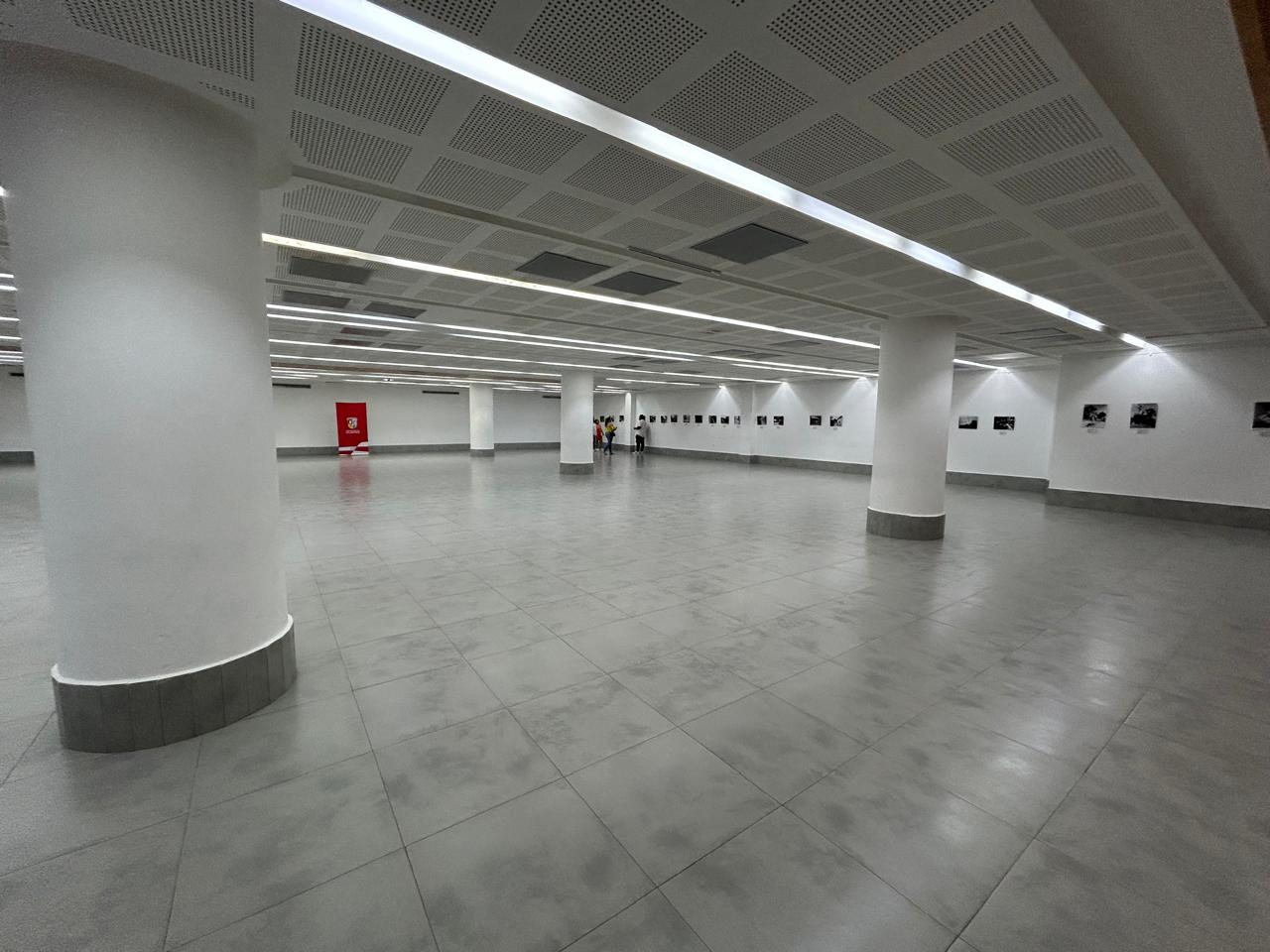
Interior de la galería de arte.
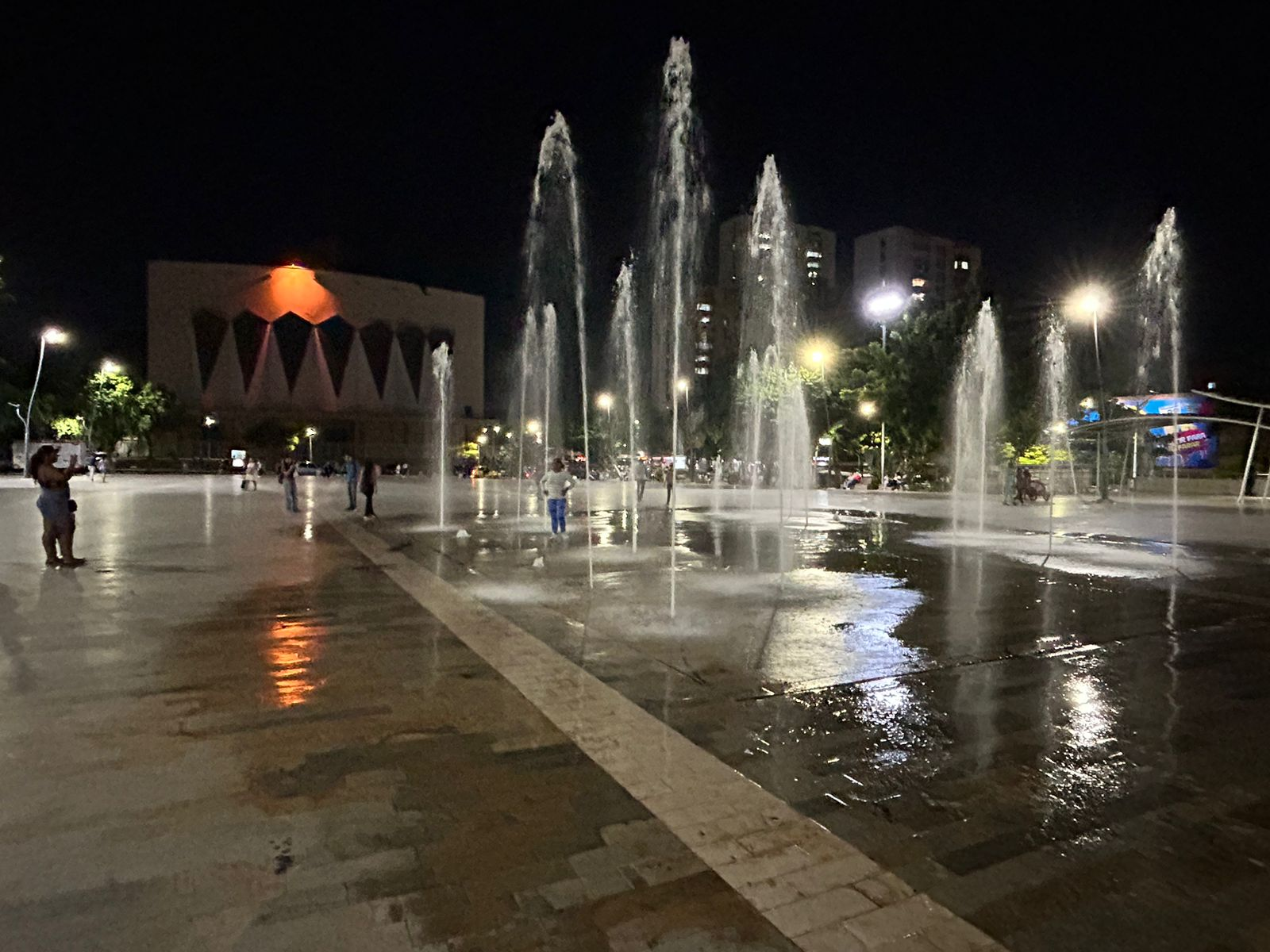
Vista nocturna de la fuente. Atrás, la Catedral.
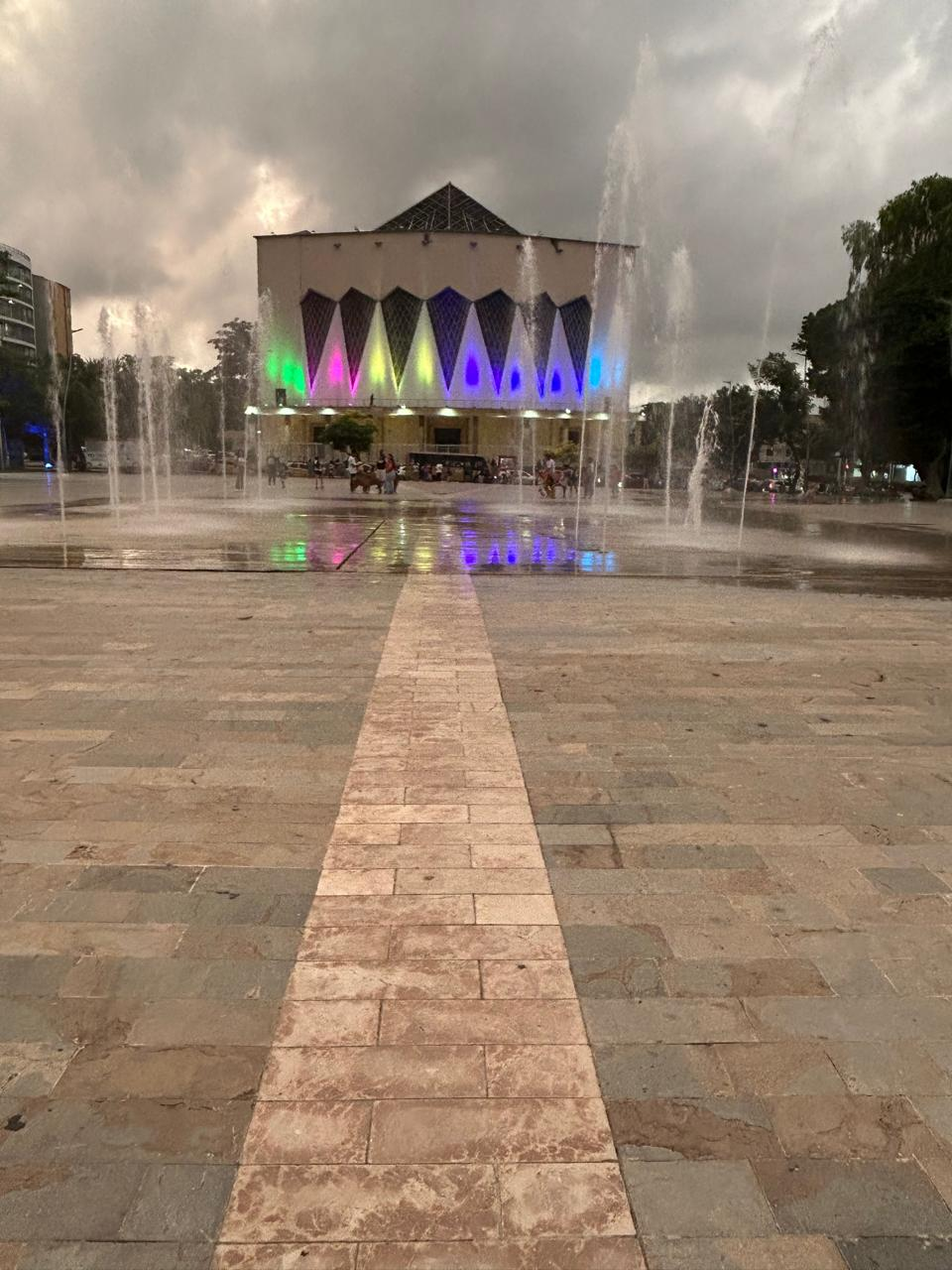
Vista de la fuente al atardecer.